# Prihova (Nazarje, Slovenija)
Prihova je naselje u slovenskoj Općini Nazarju. Prihova se nalazi u pokrajini Štajerskoj i statističkoj regiji Savinjskoj. 

## Stanovništvo
Prema popisu stanovništva iz 2002. godine naselje je imalo 185 stanovnika.